# Đường cao tốc Chí Thạnh – Vân Phong
Đường cao tốc Chí Thạnh – Vân Phong (ký hiệu toàn tuyến là CT.01) là một đoạn đường cao tốc thuộc hệ thống đường cao tốc Bắc – Nam phía Đông qua địa phận tỉnh Đắk Lắk.

## Thiết kế
Tuyến đường có chiều dài là 48,052 km; có điểm đầu tại nút giao Chí Thạnh thuộc địa phận xã Tuy An Bắc, tỉnh Đắk Lắk, kết nối với đường cao tốc Quy Nhơn – Chí Thạnh; điểm cuối tại nút giao với quốc lộ 1 thuộc địa phận xã Hòa Xuân, tỉnh Đắk Lắk, nối tiếp với đường dẫn phía Bắc hầm Đèo Cả và đường cao tốc Vân Phong – Nha Trang. Giai đoạn phân kì, tuyến đường có mặt cắt ngang đạt tiêu chuẩn đường cao tốc 4 làn xe không có làn dừng khẩn cấp, bố trí một số điểm dừng khẩn cấp cách quãng 4 – 5km/1 điểm, bề rộng nền đường 17m, vận tốc thiết kế 80 – 90 km/h. Giai đoạn hoàn chỉnh, đường sẽ có 6 làn xe, 2 làn dừng khẩn cấp, vận tốc thiết kế 120 km/h; đối với đoạn địa hình khó khăn, châm chước độ dốc dọc tối đa 5% được thiết kế với vận tốc 100 km/h. Trên tuyến có một hầm xuyên núi là hầm Tuy An qua dãy núi thuộc xã Ô Loan, tỉnh Đắk Lắk với chiều dài khoảng 1.020 m; giai đoạn đầu sẽ khai thác trước một hầm bên phải theo hướng Vân Phong đi Tuy Hòa, hầm còn lại được sử dụng làm hầm cứu nạn.

## Thi công
Tuyến đường có tổng mức đầu tư là 10.773 tỷ đồng, được khởi công xây dựng vào ngày 1 tháng 1 năm 2023. Thời gian xây dựng dự kiến là 34 tháng.

## Chi tiết tuyến đường

Bảng thông tin tốc độ cao tốc (Dự kiến khi đưa vào khai thác, trừ đoạn hầm Tuy An)

### Làn xe
- 4 làn xe, có điểm dừng khẩn cấp
- Hầm Tuy An: 2 làn xe, đường dẫn 4 làn xe

### Chiều dài
- Toàn tuyến: 48,05 km

### Tốc độ giới hạn
- Tối đa: 80 – 90 km/h, Tối thiểu: 60 km/h
- Hầm Tuy An: Tối đa: 70 km/h, Tối thiểu: 50 km/h

### Đường hầm
| Tên hầm    | Vị trí                  | Chiều dài | Năm hoàn thành | Ghi chú                              |
| ---------- | ----------------------- | --------- | -------------- | ------------------------------------ |
| Hầm Tuy An | Km 4 + 770 – Km 5 + 790 | 1020m     | 2025 (Dự kiến) | Hoàn thiện 1 nhánh hầm ở giai đoạn 1 |

## Lộ trình chi tiết
- IC - Nút giao, JCT - Điểm lên xuống, SA - Khu vực dịch vụ (Trạm dừng nghỉ), TN - Hầm đường bộ, TG - Trạm thu phí, BR - Cầu
- Đơn vị đo khoảng cách là km.

| Ký hiệu                                                                                     | Tên                                                      | Khoảng cách từ đầu tuyến                                 | Kết nối                                                  | Ghi chú                                                  | Vị trí                                                   |                                                          |
| Kết nối trực tiếp với Đường cao tốc Quy Nhơn – Chí Thạnh                                    | Kết nối trực tiếp với Đường cao tốc Quy Nhơn – Chí Thạnh | Kết nối trực tiếp với Đường cao tốc Quy Nhơn – Chí Thạnh | Kết nối trực tiếp với Đường cao tốc Quy Nhơn – Chí Thạnh | Kết nối trực tiếp với Đường cao tốc Quy Nhơn – Chí Thạnh | Kết nối trực tiếp với Đường cao tốc Quy Nhơn – Chí Thạnh | Kết nối trực tiếp với Đường cao tốc Quy Nhơn – Chí Thạnh |
| ------------------------------------------------------------------------------------------- | -------------------------------------------------------- | -------------------------------------------------------- | -------------------------------------------------------- | -------------------------------------------------------- | -------------------------------------------------------- | -------------------------------------------------------- |
| -                                                                                           | Chí Thạnh                                                | 1287.0                                                   |                                                          | Đầu tuyến đường cao tốc Đang thi công                    | Tuy An Bắc                                               |                                                          |
| 1                                                                                           | IC Chí Thạnh 2                                           | 1288.1                                                   | Quốc lộ 1                                                | Đang thi công                                            | Tuy An Bắc                                               |                                                          |
| TN                                                                                          | Hầm đường bộ Tuy An                                      | ↓                                                        |                                                          | Đang thi công Hoàn thiện 1 nhánh hầm ở giai đoạn 1       | Ô Loan                                                   |                                                          |
| 2                                                                                           | IC Nguyễn Hữu Thọ                                        | 1311                                                     | Quốc lộ 1 ( Tuyến tránh Tuy Hòa )                        | Đang thi công                                            | Ranh giới Tuy Hòa – Phú Hòa 2                            |                                                          |
| SA                                                                                          | Trạm dừng nghỉ                                           | 1320.1                                                   |                                                          | Chưa thi công                                            | Ranh giới Tuy Hòa – Phú Hòa 1                            |                                                          |
| BR                                                                                          | Cầu Đà Rằng                                              | ↓                                                        |                                                          | Vượt sông Đà Rằng Đang thi công                          | Ranh giới Tuy Hòa – Phú Hòa 2 – Phú Yên – Tây Hòa        |                                                          |
| 3                                                                                           | IC Quốc lộ 29                                            | 1322.5                                                   | Quốc lộ 29                                               | Đang thi công                                            | Đông Hòa                                                 |                                                          |
| 4                                                                                           | IC Hoà Tâm                                               | 1330                                                     | Quốc lộ 1                                                | Đang thi công                                            | Hòa Xuân                                                 |                                                          |
| 5                                                                                           | IC Hảo Sơn                                               | 1335                                                     | Quốc lộ 1                                                | Cuối tuyến cao tốc Đang thi công                         | Hòa Xuân                                                 |                                                          |
| Kết nối trực tiếp với Đường cao tốc Vân Phong – Nha Trang thông qua Hầm Đèo Cả và Hầm Cổ Mã |                                                          |                                                          |                                                          |                                                          |                                                          |                                                          |
| 1.000 mi = 1.609 km; 1.000 km = 0.621 mi                                                    |                                                          |                                                          |                                                          |                                                          |                                                          |                                                          |